# Andrea Gabrieli
Andrea Gabrieli (ca. 1533 - 30 de agosto de 1585) fue un compositor y organista italiano de finales del Renacimiento. Tío del quizás más famoso compositor Giovanni Gabrieli, fue el primer miembro de renombre internacional de la Escuela Veneciana de compositores. Tuvo gran influencia en la difusión del estilo veneciano tanto en Italia como en Alemania.

## Biografía
Los detalles acerca de los primeros años de la vida de Gabrieli son confusos. Probablemente era originario de Venecia, y por lo visto allí fue alumno de Adrián Willaert en la Basílica de San Marcos. Se sabe que fue organista en Cannaregio en 1557, periodo en el que compitió en esta ocasión sin éxito, por el puesto de organista en San Marcos. En 1562 estuvo en Alemania, donde visitó Fráncfort del Meno y Múnich, y conoció a Orlando di Lasso con el que trabó amistad. En 1566 obtuvo finalmente plaza de organista en la basílica de San Marcos, uno de los más prestigiosos puestos musicales en el norte de Italia y que conservó el resto de su vida.
Por esta época adquirió y mantuvo reputación como uno de los mejores compositores. Trabajando en el espacio acústico único de la basílica, fue capaz de desarrollar su peculiar estilo ceremonial, que marcó una gran influencia en el desarrollo del estilo policoral y el concertato, que definió en parte el comienzo del Barroco en la música. Su trabajo en San Marcos condicionó claramente su composición, ya que escribió abundante música ceremonial, alguna de interés histórico considerable. Compuso la música para la celebración de la victoria sobre los turcos en la Batalla de Lepanto (1571). También compuso música con motivo de la visita de varios príncipes de Japón (1586).
Más adelante también destacó como profesor. Entre sus estudiantes se encontraban su sobrino Giovanni Gabrieli, el teórico de la música Ludovico Zacconi, Gregor Aichinger, Hans Leo Hassler, que llevó el estilo del concertato a Alemania, y muchos otros.
La fecha y circunstancias de su muerte no son conocidas, pero dado que su puesto en San Marcos fue ocupado en 1586, y gran parte de su música fue publicada póstumamente en 1587, se fija 1586 como el año de su fallecimiento.

## Obra
Gabrieli era un compositor prolífico y versátil, y escribió gran cantidad de música, incluyendo música vocal sacra y secular, música para grupos mixtos de voces e instrumentos, y música puramente instrumental, gran parte de ella para el amplio y resonante espacio basilical. Sus trabajos incluyen alrededor de una centena de motetes y madrigales, así como un número menor de piezas instrumentales.
Debe su estilo inicial a Cipriano de Rore, y sus madrigales son representantes de las tendencias de mediados del siglo XVI. Incluso en su música más temprana, sin embargo, tenía preferencia por las texturas homofónicas en los clímax, presagiando el estilo magnífico de sus años posteriores. Después de su reunión con Lassus en 1562, su estilo cambió considerablemente, y el neerlandés se convirtió en su mayor influencia.
Una vez que Gabrieli trabajó en San Marcos, comenzó a alejarse del estilo contrapuntístico franco-flamenco que había dominado la música del siglo XVI, en lugar de explotar la sonoridad de los grupos instrumentales y vocales mezclados ejecutando antifónicamente en la gran catedral. Su música en este tiempo utiliza la repetición de frases con diversas combinaciones de voces en diversos niveles; aunque la instrumentación no es específicamente indicada, puede ser deducida; pone en contraste cuidadosamente textura y sonoridad para formar secciones musicales de una manera única, y que definió el estilo veneciano para la siguiente generación.
Pero no todo lo que escribió Gabrieli fue para San Marcos. Proporcionó la música para uno de los más tempranos renacimientos del antiguo drama griego traducido al italiano, Oedipus tyrannus, de Sófocles, para el que escribió la música coral, estableciendo líneas separadas para los diferentes grupos de voces. Fue producida en Vicenza en 1585.
Andrea Gabrielli era reacio a publicar muchas de sus propias obras. Fue su sobrino Giovanni Gabrieli quien publicó una buena parte de su música tras su muerte.